# Noomi (Bibel)

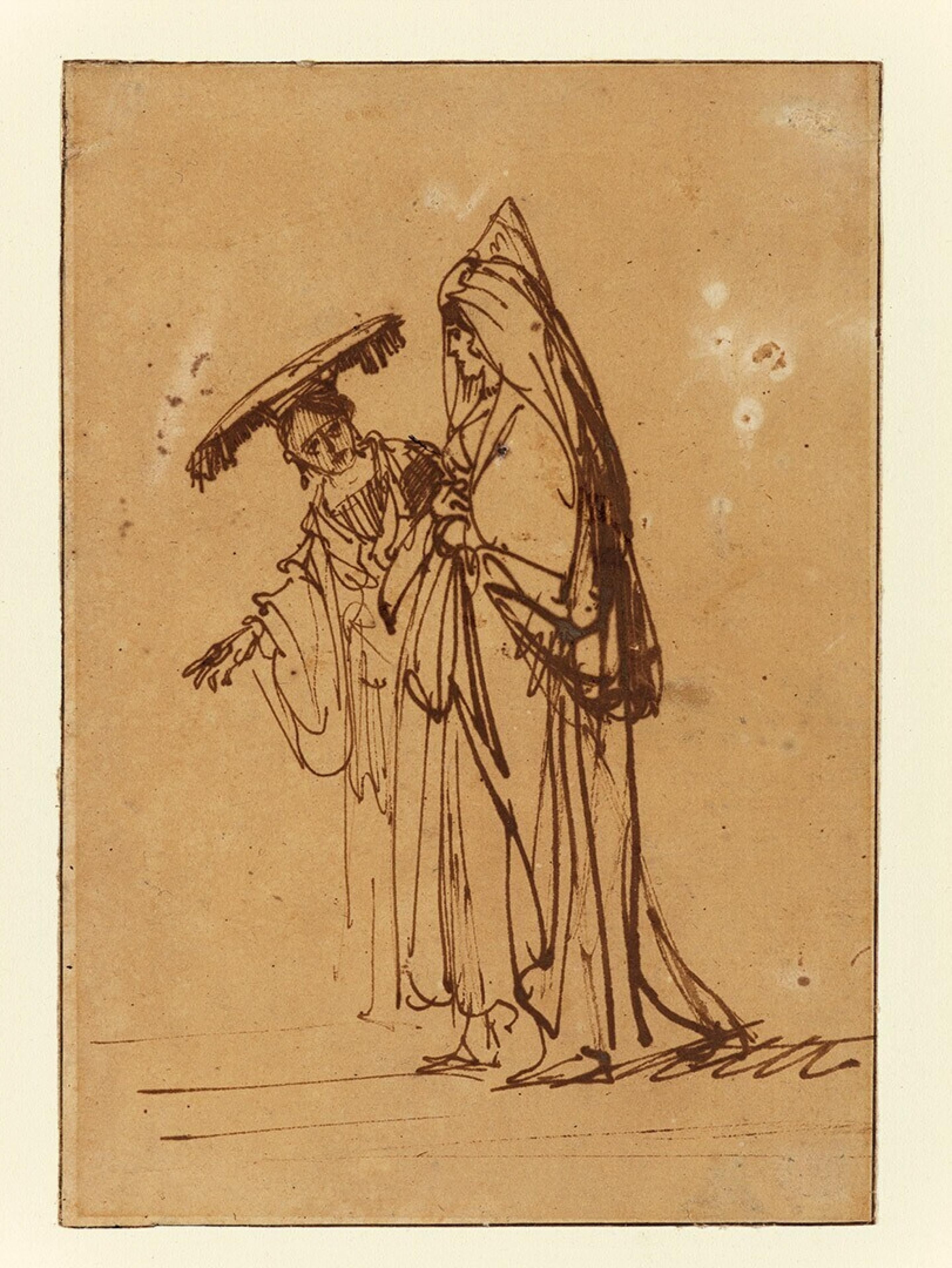
Rut und Noomi (Rembrandt, Museum Boijmans Van Beuningen)

Noomi (hebräisch נָעֳמִי Nåʿåmî) ist die ältere der beiden weiblichen Hauptpersonen im Buch Rut, einem Buch des Tanach. In den Codices der antiken griechischen Übersetzung (Septuaginta) variiert ihr Name: Noommein (Νοομμειν), Noemmei[n] (Νοεμμει[ν]) oder Nōemei[n] (Νωεμει[ν]). In den Antiquitates des Flavius Josephus lautet er Naamis Νααμις und in der antiken lateinischen Übersetzung (Vulgata) Noëmi. Die Schreibweise in Martin Luthers Biblia Deudsch (1545) ist Naemi.

## Bedeutung des Namens
Der Frauenname Nåʿåmî lässt sich als Ableitung vom Substantiv hebräisch נֹעַם noʿam „Annehmlichkeit, Lieblichkeit, Schönheit, Freundlichkeit“ mit dem Suffix -î verstehen, also „mein Entzücken, meine Wonne“.
Es kann sich bei diesem Namen, der ähnlich in Ugarit sowie in Keilschrifttexten und im Phönizisch-Punischen begegnet, auch um eine Kurzform theophorer Namen handeln: „meine Wonne [ist die Gottheit N.]“ oder „Entzücken [der Gottheit N.]“.

## Umbenennung: Mara
Noomi verlässt mit ihrem Mann Elimelech und den Söhnen Machlon und Kiljon Bethlehem zur Zeit einer Hungersnot; die Familie zieht nach Moab, wo Elimelech, Machlon und Kiljon sterben. Jahre später kehrt Noomi mit ihrer Schwiegertochter Rut nach Bethlehem zurück. Die Bethlehemiterinnen sagen: „Ist das die Noomi?“ Sie antwortet: „Nennt mich nicht Noomi, sondern Mara (hebräisch מָרָא Mārā’), denn der Allmächtige hat mir viel Bitteres angetan (hebräisch הֵמַר hemar).“ (Rut 1,19-20 )
Wenn Mārā’ ein Wortspiel mit hemar ist, würde man den Namen mit „Bitterkeit“ übersetzen, aber die Schreibweise מָרָה statt מָרָא erwarten. Diese begegnet auch in mehreren mittelalterlichen hebräischen Manuskripten. Möglicherweise handelt es sich bei der Schreibweise מָרָא um einen Aramaismus. In der Septuaginta wird der neue Name, den Noʿomi für sich wählt, nicht transkribiert, sondern als Πικραν Pikran „Bittere“ ins Griechische übersetzt. Josephus erläuterte die Namenssymbolik für sein römisches Leserpublikum: „Naamis aber meinte, als sie von ihren Mitbürgern bei ihrem Namen genannt wurde, mit mehr Recht könne man sie Mara nennen, denn in hebraeischer Sprache bedeutet Naamis ‚Glück‘, Mara aber ‚Schmerz‘.“